# Orville, Orne
Orville är en kommun i departementet Orne i regionen Normandie i nordvästra Frankrike. Kommunen ligger i kantonen Vimoutiers som tillhör arrondissementet Argentan. År 2018 hade Orville 105 invånare.

## Befolkningsutveckling
Antalet invånare i kommunen Orville
| Referens: INSEE |